# Björn Phau
Björn Phau (Darmstadt, 1979. október 4. –) indonéz származású német hivatásos teniszező. Eddigi karrierje során egy páros ATP-döntőt játszott.

## ATP-döntői

### Páros

#### Elvesztett döntői (1)
|   | Dátum          | Torna             | Borítás | Partner        | Ellenfelek a döntőben | Eredmény a döntőben |
| 1 | 2006. május 1. | BMW Open, München | Salak   | Alexander Peya | A. Pavel / A. Waske   | 4-6, 2-6            |

## Külső hivatkozások
- Björn Phau profilja az ATP oldalán (angolul)
- Hivatalos oldal